# كارولين فورنير
كارولين فورنير (بالإنجليزية: Caroline Fournier) هي منافسة ألعاب القوى موريشيوسية، ولدت في 7 مايو 1975.

## وصلات خارجية
- كارولين فورنير على موقع الاتحاد الدولي لألعاب القوى (الإنجليزية)
- كارولين فورنير على موقع أوليمبيديا (الإنجليزية)
- كارولين فورنير على موقع اتحاد ألعاب الكومنولث (مؤرشف) (الإنجليزية)